# Вік Вотсон
Вік Вотсон (англ. Vic Watson; 10 листопада 1897, Гертон — 3 серпня 1988, Гертон) — англійський футболіст, що грав на позиції нападника, насамперед за «Вест Гем Юнайтед», а також національну збірну Англії.

## Клубна кар'єра
У дорослому футболі дебютував 1919 року виступами за команду «Веллінгборо Таун», в якій провів один сезон. 
Своєю грою за цю команду привернув увагу представників тренерського штабу клубу «Вест Гем Юнайтед», до складу якого приєднався 1920 року. Лондонський клуб сплатив за перехід молодого нападника 50 фунтів стерлінгів, бачачи в ньому дублера свого основного бомбардира Сіда Паддефута. Утім саме Вотсону судилося стати рекордсменом «Вест Гема» за кількістю забитих голів і справжньою легендою клубу. Він відіграв за клуб з Лондона п'ятнадцять сезонів, протягом яких відзначився у складі його команди 326-ма забитими голами, 298 з яких припали на ігри чемпіонату, включаючи 203 голи в іграх Першого дивізіону. На його рахунку було три покери, 13 хет-триків, а на початку 1929 року він забив в одній грі відразу шість голів, забезпечивши розгром «Лідс Юнайтед» з рахунком 8:2. В сезоні 1929/30 в іграх чемпіонату 41 раз відзначався забитими голами в іграх першості, ставши її найкращим бомбардиром.
1935 року 37-річний нападник залишив «Вест Гем» аби провести заключний сезон своєї ігрової кар'єри у друголіговому «Саутгемптоні», в якому попри поважний вік став найкращим бомбардиром сезону з 14 м'ячами у 36 іграх.

## Виступи за збірну
1923 року провів два матчі у складі національної збірної Англії. Згодом ще три гри за національну команду відіграв у 1930 році, загалом у 5 матчах забивши 4 голи.
Помер 3 серпня 1988 року на 91-му році життя у рідному Гертоні.

## Титули і досягнення
- Найкращий бомбардир Футбольної ліги Англії (1): 1929/30 (41 гол)